# Art Bisch
Art Bisch, ameriški dirkač Formule 1, * 10. november 1926, Mesa, Arizona, ZDA, † 4. julij 1958, Atlanta, Georgia, ZDA.
Art Bisch je pokojni ameriški dirkač, ki je leta 1958 sodeloval na ameriški dirki Indianapolis 500, ki je med letoma 1950 in 1960 štela tudi za prvenstvo Formule 1, in dosegel triintrideseto mesto. Leta 1958 je umrl za posledicami nesreče na dirki v Atlanti.